# 1999

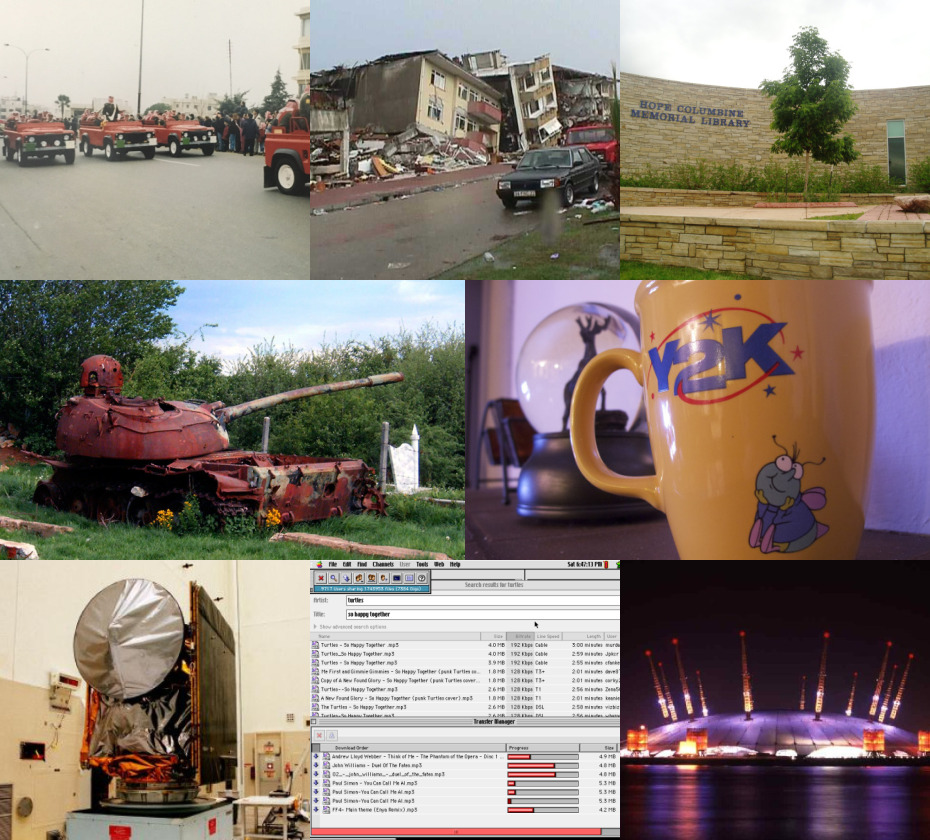
Desde la izquierda, en el sentido de las agujas del reloj: La procesión fúnebre del rey Hussein de Jordania en Amán; el terremoto de İzmit de 1999 mata a más de 17.000 personas en Turquía; la masacre de Columbine, uno de los primeros tiroteos escolares importantes en los Estados Unidos; el efecto 2000 ("Y2K"), percibido como una preocupación importante en el período previo al año 2000; se abre el Millennium Dome en Londres; se lanza la plataforma de descarga de música en línea Napster, pronto una fuente de piratería en línea; la NASA pierde tanto el Mars Climate Orbiter como el Mars Polar Lander; un tanque T-55 destruido cerca de Prizren durante la guerra de Kosovo.

1999 (MCMXCIX) fue un año común comenzado en viernes en el calendario gregoriano. Fue también el número 1999 anno Dómini o de la designación de Era Cristiana, además del noningentésimo nonagésimo noveno del segundo milenio, nonagésimo noveno del siglo XX, penúltimo año de la décima década del siglo XX y el décimo y último del decenio de los años 1990.
Fue declarado:
- Año Internacional de las Personas Mayores por las Naciones Unidas.
- El Año del Conejo, según el horóscopo chino.

## Acontecimientos

### Enero

Eurozona (1999/2002).

- 1 de enero: En la Unión Europea entra en vigor el euro como moneda única en 12 estados.
- 3 de enero: Estados Unidos lanza la sonda espacial Mars Polar Lander.
- 4 de enero:
  - En Estados Unidos, uno de los testigos del caso del español condenado a muerte, Joaquín José Martínez, reconoce que mintió durante el juicio celebrado en los Estados Unidos.
  - En Estados Unidos, Cartoon Network estrena la serie Ed, Edd y Eddy.
- 6 de enero: En Colombia inician los diálogos de paz de San Vicente del Caguán entre el gobierno de Andrés Pastrana y la guerrilla de las FARC.
- 7 de enero: En Estados Unidos comienza el juicio contra Bill Clinton, el primero que se celebra contra un presidente estadounidense en 130 años.
- 13 de enero:
  - El popular baloncestista Michael Jordan deja la NBA.
  - La crisis que afronta Brasil provoca el pánico en todos los mercados financieros internacionales.
  - En Estados Unidos, médicos estadounidenses injertan por primera vez piel artificial a un bebé.
- 22 al 26 de enero: El papa Juan Pablo II realiza su cuarta visita a México.
- 25 de enero:
  - En la aldea de Shankar Bigha ―25 km al oeste de la ciudad sagrada de Gaia (India)―, el grupo terrorista Ranvir Sena (formado por terratenientes brahmanes hinduistas de derechas) matan a 22 hombres, mujeres y niños dalits (personas de casta baja). Un año antes (el 1 de diciembre de 1997), Ranvir Sena mató a 74 dalits en la cercana aldea de Laksmanpur Bathe.
  - En Colombia, un terremoto de 6,2 destruye las ciudades colombianas de Armenia, Pereira y municipios aledaños, dejando más de 5.800 muertos.
- 29 de enero: En Nueva York un coleccionista anónimo adquiere por 1 166 000 000 (mil ciento sesenta y seis millones) de pesetas el cuadro Santa Rufina del pintor sevillano Diego Velázquez.

### Febrero
- Este mes no tuvo luna llena, ya que en enero hubo dos días 2 y 31, y la siguiente fue el 2 de marzo.
- 1 de febrero: 
  - En Francia, la Société Générale (SG) y el Banco Paribas, dos de las principales entidades financieras francesas, anuncian su fusión. La nueva entidad, SG Paribas, se convierte en el tercer banco europeo y el cuarto mundial.
  - Stephen Chbosky publica su libro epistolar llamado The Perks of Being a Wallflower (en español: Las ventajas de ser invisible).
- 2 de febrero: 
  - En el Congreso Nacional, en Caracas toma posesión el presidente electo Hugo Chávez.
  - Dos terremotos, uno de ellos de magnitud 5,2 en la escala Richter, el mayor de los registrados en España desde 1994, al que siguieron réplicas de menor intensidad, siembran el pánico en la región de Murcia.
- 3 de febrero: En Irak, la ONU decide retirar a todo el personal estadounidense y británico instalado en ese país.
- 5 de febrero: Ecuador vive una jornada de protestas generalizadas contra el régimen del presidente ecuatoriano Jamil Mahuad.
- 6 de febrero: El presidente francés Jacques Chirac inaugura la cumbre para las conversaciones de paz en Kosovo.
- 7 de febrero: 
  - Abdalá II se convierte en el nuevo rey de Jordania tras la muerte de Hussein.
  - En Ucrania, el gobierno decide poner en marcha el tercer reactor de la central nuclear de Chernóbil, con la consiguiente preocupación de Occidente, temeroso de sufrir un nuevo desastre nuclear.
  - En Estados Unidos se cancela el cierre patronal de la Liga NBA.
  - El PDGE (Partido Democrático de Guinea Ecuatorial) del presidente Teodoro Obiang, consigue 75 de los 80 escaños de la Cámara de los Representantes del Pueblo, en las quintas elecciones legislativas desde la independencia del país.
- 8 de febrero: En la aldea de Naraianpur ―85 km al oeste de la sagrada ciudad de Gaia (India)―, el grupo terrorista Ranvir Sena (formado por terratenientes brahmanes hinduistas de derechas) matan a 12 hombres, mujeres y niños dalits (personas de casta baja). Dos semanas antes (el 25 de enero), Ranvir Sena perpetró otra masacre.[1]
- 10 de febrero: 
  - En Siria, Hafez al-Assad es reelegido como presidente.
  - Avalanchas en los Alpes franceses cerca de Ginebra matan, al menos, a 10 personas.
- 11 de febrero: 
  - Un jurado de San Francisco condena a la empresa Philip Morris (fabricante de los cigarrillos Marlboro) a pagar 50 000 000 (cincuenta millones) de dólares a una fumadora con cáncer de pulmón irreversible. Esta donará el dinero a campañas de concienciación contra el tabaco dirigidas a los jóvenes.
  - En la ciudad de Kabul, un terremoto de 6,0 deja 70 muertos y 500 heridos.
- 15 de febrero: 
  - En Irak, un ataque aéreo de Estados Unidos contra población civil provoca la muerte de cinco civiles.
  - En España se crea la Fundación para el Avance de la Investigación Española sobre el Sida.
- 16 de febrero: En las proximidades de Ankara, la capital de Turquía, es detenido el líder del Partido de los Trabajadores del Kurdistán (PKK) Abdullah Ocalan, acusado de terrorismo y traición.
- 17 de febrero: En Quito (Ecuador), 2 supuestos sicarios asesina al diputado nacional por la izquierda socialista MPD Jaime Hurtado a pocos metros del H. Congreso Nacional del Ecuador.
- 18 de febrero: Dimiten tres ministros griegos tras la detención de Abdullah Ocalan, que había permanecido en Grecia durante dieciséis días.
- 20 de febrero: Triunfo del Partido Democrático del Pueblo (PDP) de Olusegun Obasanjo en las elecciones celebradas en Nigeria.
- 21 de febrero: 
  - En Berlín (Alemania), el cineasta estadounidense Terrence Malick obtiene el Oso de Oro del Festival de cine de Berlín por su película La delgada línea roja.
  - La nave Soyuz TM-29 se acopla a la estación Mir con la última tripulación del programa espacial que va a utilizarla, por falta de presupuesto.
- 22 de febrero: En Bruselas, unos 40 000 agricultores protestan por la reducción de ayudas tras la reforma de la Política Agrícola Común (PAC).
- 23 de febrero: 
  - El líder rebelde kurdo Abdullah Ocalan es acusado de traición en Ankara, Turquía.
  - Una avalancha destruye el pueblo de Galtür (Austria), matando a 38 personas, sepultando a otras 12.
- 24 de febrero: En la edición 41.ª de los premios Grammy, las triunfadoras son Céline Dion y Madonna.
- 27 de febrero: La primera misión bolivariana, el Plan Bolívar 2000, es lanzada durante la presidencia del mandatario venezolano Hugo Chávez.[2]

### Marzo
- 1 de marzo: entra en vigor el Tratado de Ottawa sobre prohibición de minas antipersona, tras ser ratificado por 65 países.
- 1 de marzo: «Nueva Europa» es el nombre del movimiento político nacido en el Reino Unido al calor del debate sobre la moneda única europea. Sus miembros se califican de proeuropeos, pero contrarios a perder la libra esterlina.
- 1 de marzo: se estrena la novela mexicana Rosalinda, la cual hasta ahora es la última novela de Thalía.
- 2 de marzo: se cumplen 40 años de la estación XEIPN-TV Canal Once siendo el primer canal de televisión en México y de América Latina.
- 7 de marzo: en El Salvador, Francisco Flores, candidato presidencial del partido oficial, ARENA, derrota con el 51,98 % de los votos en las elecciones presidenciales celebradas en ese mismo día a Facundo Guardado, candidato presidencial del partido de oposición FMLN.
- 8 de marzo: en Ecuador, el país entero (a petición del pueblo y la ciudadanía), estremece la crisis financiera al decretar por la junta bancaria un feriado bancario.
- 12 de marzo: la República Checa, Hungría y Polonia ingresan en la OTAN.
- 19 de marzo: en Bogotá (Colombia), inicia sus transmisiones el canal Citytv.
- 22 de marzo: el secretario general de la OTAN, Javier Solana, recibe plenos poderes de la Alianza para intervenir militarmente en Belgrado si el presidente serbio Milosevic rechaza el plan de paz de Rambouillet.
- 23 de marzo: en Paraguay empieza una crisis política por el homicidio del entonces vicepresidente Luis María Argaña, conocido como marzo paraguayo. Son acusados Raúl Cubas y Lino Oviedo, principales enemigos políticos de Argaña. La crisis culmina con el asesinato de ocho manifestantes, centenares de heridos y la renuncia del presidente Raúl Cubas.
- 23 de marzo: la Organización de Países Exportadores de Petróleo (OPEP) ratifica en Viena el nuevo recorte mundial de producción de 2 100 000 (dos millones cien mil) barriles de crudo diarios para forzar un aumento de su precio.
- 24 de marzo: la OTAN inicia la campaña de bombardeos sobre objetivos en Yugoslavia.
- 27 de marzo: en el volcán Llullaillaco, Salta, Argentina, son descubiertos tres cadáveres de niños incaicos conocidos como Las Momias de Llullaillaco.
- 27 de marzo: cerca de Buđanovci, Serbia (Yugoslavia) — en el marco de la campaña de bombardeos de la OTAN contra Yugoslavia— el Ejército Popular Yugoslavo derribó un avión furtivo F-117 Nighthawk mediante un misil tierra-aire S-125 Neva/Pechora.
- 28 de marzo: en Paraguay el presidente Raúl Cubas presenta su renuncia al cargo, asume el presidente del Senado Luis Ángel González Macchi.
- 29 de marzo: un terremoto de 6,6 deja más de 100 muertos en el estado indio de Uttar Pradesh.

### Abril
- 3 de abril: se inaugura la 12.ª edición de la Copa Mundial de Fútbol Sub-20 de 1999 por primera vez en el continente africano en Nigeria.
- 4 de abril: en una playa en el departamento de La Paz, El Salvador, Katya Miranda de nueve años de edad es salvajemente violada y asesinada. El asesino asfixió a la niña presionando su cara contra la arena para luego arrojar el cadáver al mar. Uno de los casos más polémicos e indignantes en la historia de El Salvador.
- 7 de abril: en Macedonia un campamento de 35 000 refugiados kosovares es desalojado.
- 10 de abril: en el estadio de River Plate (Buenos Aires) se presentan la banda estadounidense Kiss (en la gira mundial Psycho Circus) y la banda alemana Rammstein (en la gira de su disco Sehnsucht).
- 12 de abril: en Colombia, el ELN secuestra en pleno vuelo un avión Fokker 50 de Avianca que volaba de Bucaramanga a Bogotá.
- 15 de abril: fallece el ingeniero británico Harvey Postlethwaite.[cita requerida]
- 18 de abril: en la Ciudad del Vaticano, el papa Juan Pablo II canoniza a Marcelino Champagnat (1789-1840), fundador de los Hermanos Maristas.
- 20 de abril: en los Estados Unidos, dos jóvenes, Eric Harris y Dylan Klebold, perpetran la masacre del instituto Columbine, resultando 13 muertos y más de 20 heridos.
  - en la Ciudad Universitaria de la Ciudad de México se inicia la huelga estudiantil de la UNAM (1999-2000).
- 24 de abril: en Lagos (Nigeria) finaliza el Mundial sub-20 y por primera vez se corona campeona del mundo en esta categoría la selección de España al vencer en la final a Japón por 0-4.
- 25 de abril: 10 000 personas se manifiestan pacíficamente cerca de Zhongnanhai en Beijing pidiendo justicia por Falun Gong (También llamada Falun Dafa).
- 25 de abril: en Venezuela es aprobado por mayoría el referéndum consultivo para elegir una Asamblea Constituyente.
- 26 de abril: Otumfuo Nana Osei Tutu II es coronado rey de los Ashanti tras el fallecimiento de Opoku Ware II el 26 de febrero.

### Mayo
- 1 de mayo: se crea la Cooperación Económica del Mar Negro (BSEC).
- 1 de mayo: en los Estados Unidos se estrena la serie Bob Esponja en el canal Nickelodeon.
- 3 de mayo: en Moore (Oklahoma), un tornado F5 mata a 38 personas. (Es el tornado más fuerte registrado en la historia mundial).
- 5 de mayo: Microsoft lanza Windows 98 (segunda edición) (de 1998).
- 6 de mayo: en Escocia y Gales se celebran elecciones para el nuevo Parlamento escocés y Asamblea Nacional de Gales.
- 11 de mayo:
- nace la cantante norteamericana Sabrina Carpenter
- el cantante puertorriqueño Ricky Martin, lanza al mercado su quinto álbum de estudio y segundo homónimo, también su álbum debut realizado en inglés titulado Ricky Martin.
- 13 de mayo: en México se inaugura el primer Centro de Rehabilitación Infantil Teletón (CRIT) Estado de México.
- 13 de mayo: en Italia, Carlo Azeglio Ciampi es elegido presidente.
- 17 de mayo: en Israel, el candidato de la izquierda, Ehud Barak, se convierte en el nuevo primer ministro después de obtener el masivo apoyo de los electores.
- 17 de mayo: en Bélgica, la legislación de abandono de la energía nuclear fue aprobada en julio de 1999 por el gobierno liderado por los liberales y demócratas, incluyendo al partido verde.
- 17 de mayo: en Valga, Pontevedra (Galicia, España) hacía su presentación oficial la Banda de Música Municipal de Valga.
- 23 de mayo: en Kansas City, Estados Unidos, durante el evento de lucha WWF Over the Edge se cae el luchador Owen Hart mientras realizaba un espectacular descenso hacia el ring. Falleció en camino al hospital.
- 18 de mayo: la boy band estadounidense Backstreet Boys, publica su tercer álbum de estudio título Millennium.
- 29 de mayo: la sueca Charlotte Nilsson gana el Festival de Eurovisión 1999, celebrado en Jerusalén, Israel con el tema Take me to your heaven, consiguiendo la cuarta victoria de Suecia en la historia del festival.
- 31 de mayo: Sila M. Calderón lanza su candidatura a la gobernación de Puerto Rico, siendo la segunda mujer en postularse para este puesto (la primera fue Victoria [Melo] Muñoz en 1992).

### Junio
- 1 de junio: 
  - En El Salvador, Francisco Flores, electo democráticamente como presidente constitucional, toma posesión de su cargo.
  - El Vuelo 1420 de American Airlines se estrella en la pista de aterrizaje del Aeropuerto Nacional de Little Rock en Arkansas, 11 personas murieron y solo 110 resultaron heridas.
- 6 de junio: En México, el Toluca campeón del Verano 1999, venció 7-6 al Atlas en una serie de penales.
- 7 de junio: En la Ciudad de México, varios hombres ametrallan al humorista, actor y conductor mexicano Paco Stanley.
- 8 de junio: En los Estados Unidos sale a la venta el disco Californication de los Red Hot Chili Peppers.
- 10 de junio: Jiang Zemin y Luo Gan establecen la Oficina 610 para perseguir a la práctica Falun Gong (También llamada Falun Dafa).
- 13 de junio: Se celebran elecciones municipales en España.
- 15 de junio: En México se registra un fuerte terremoto de 7,0 que deja 14 muertos, 200 heridos y graves daños en el estado de Puebla.
- 16 de junio: En Sudáfrica, Thabo Mbeki es elegido presidente.
- 19 de junio: El autor Stephen King es atropellado en Lovell, Maine por Bryan Smith.
- 26 de junio: Guinea Ecuatorial y Santo Tomé y Príncipe firman el Tratado de fronteras marítimas entre Guinea Ecuatorial y Santo Tomé y Príncipe creando así la frontera marítima entre Guinea Ecuatorial y Santo Tomé y Príncipe.
- 28 de junio: En la Ciudad del Vaticano, el papa Juan Pablo II declara «venerable» al religioso Jerónimo Usera.
- 29 de junio: 
  - Tony Hawk consigue realizar con éxito un Indy 900 en los X Games.
  - Inauguración de la 39.ª edición de la Copa América 1999 realizada por primera vez en Paraguay.

### Julio
- 1 de julio: en Argentina, la empresa Sevel pasa a denominarse Peugeot Citroën Argentina.
- 3 de julio: en Mallorca (islas Baleares), se inaugura el Iberostar Estadio.
- 4 de julio: en Perú se crea el Canal N en el canal 8 de Movistar TV.
- Del 3 al 13 de julio en Palma de Mallorca se celebran los Juegos Mundiales Universitarios de Verano (Universiada).
- 14 de julio: en las cercanías de la ciudad de Huancayo (Perú) es capturado el líder del grupo terrorista maoísta Sendero Luminoso, Óscar Ramírez Durand luego de ser cercado por varios días por unidades del Ejército y la Policía.
- 16 de julio: John F. Kennedy Jr., su esposa Carolyn Bessette y su cuñada Lauren mueren en un accidente de aviación frente a la costa de Martha's Vineyard, en Massachusetts.
- 18 de julio: en Asunción (Paraguay) Clausura de la Copa América y Brasil alzó nuevamente título tras ganarle 3-0 a Uruguay consiguiendo su Sexto Título.
- 20 de julio: los líderes del PCCh iniciaron una campaña de persecución y probibición en China contra la práctica espiritual Falun Gong (También conocida como Falun Dafa) la cual incluía propaganda dedicada a erradicarla, pues Jiang Zemin la consideraba una amenaza a su forma corrupta de gobierno.
- 22 de julio: en Estados Unidos, Microsoft crea el servicio de mensajería MSN Messenger
- 25 de julio: en Venezuela se llevan a cabo las elecciones para elegir los miembros de la Asamblea Constituyente.
- 25 de julio: en Rome se celebra Woodstock 99 en la que suceden violaciones, agresiones... Al término de la actuación de Red Hot Chili Peppers, los espectadores comienzan una hoguera mientras los Chili Peppers representaban Fire, de Jimi Hendrix.

### Agosto
- 1 de agosto: En México se funda el partido Convergencia por la Democracia, siendo el primer presidente Dante Delgado Rannauro.
- 2 de agosto: Se funda la página de internet latinoamericana de compras Mercado Libre.
- 3 de agosto: En Venezuela, el presidente Hugo Chávez instala en el Aula Magna de la Universidad Central de Venezuela la Asamblea Nacional Constituyente.
- 4 de agosto: En Ciudad de México (México), finaliza la Copa FIFA Confederaciones donde México es el campeón al vencer a Brasil por 4-3.
- 8 de agosto: En Winnipeg (Canadá) terminan los Juegos Panamericanos de 1999.
- 11 de agosto: Último eclipse de Sol del milenio.
- 13 de agosto: En Colombia, el humorista y mediador de paz Jaime Garzón es asesinado por órdenes del paramilitar Carlos Castaño.
- 17 de agosto: En la ciudad turca de İzmit, un terremoto de 7,6 deja un saldo de 18.000 muertos y 48.000 heridos.
- 23 de agosto: Se inicia en México el Calendario escolar de la SEP 1999-2000.
- 30 de agosto: Un 95 % de la población de Timor Oriental, ocupada por Indonesia, vota por la independencia.
- 31 de agosto: En el aeropuerto metropolitano Jorge Newbery (Buenos Aires) a las 20:55 (hora local), una aeronave Boeing 737 de LAPA Líneas Aéreas imposibilitada para despegar choca contra un centro de convención próximo. En el accidente fallecen 64 personas en total.

### Septiembre
- 7 de septiembre: Un terremoto de 6,0 sacude Atenas dejando un saldo de 143 muertos y 1.600 heridos.
- 15 de septiembre: dentro de las instalaciones de la Universidad Nacional de Colombia en Bogotá, es asesinado el ex-comisionado de paz y profesor de economía Jesús Antonio Bejarano.
- 16 de septiembre: en Países Bajos, el canal Endemol estrena el reality Gran Hermano.
- 21 de septiembre: en Taiwán, un terremoto de 7,7 mata a más de 2.400 personas y deja heridas a más de 11.000.
- 29 de septiembre: en México, Rosario Robles Berlanga es designada jefa de Gobierno de la Ciudad de México en sustitución de Cuauhtémoc Cárdenas.
- 30 de septiembre: en el estado de Oaxaca se registra un terremoto de 7,4 que deja 35 fallecidos.

### Octubre
- 5 de octubre: 
  - Debido a la depresión trópical número 11, ocurre una gran avalancha en Teziutlán (México), dejando 107 muertos.
  - En Ladbroke Grove en Londres, Reino Unido, chocan dos trenes a causa de fallas en la señalización. Mueren 31 personas en el mayor desastre ferroviario del Reino Unido en una década.
- 5 y 6 de octubre: En el estadio Luna Park (Buenos Aires), los Red Hot Chili Peppers presentan su álbum Californication.
- 7 de octubre: En Ecuador el volcán Guagua Pichincha erupciona, lanzando una nube de ceniza de 5 km de altura.
- 15 de octubre: El director David Fincher estreno a nivel mundial la galardonada película de culto "Fight Club".
- 16 de octubre: En el estado de California se registra un terremoto de 7,1 que causa pocos daños.
- 20 de octubre: En Japón, es estrenado el primer episodio del anime One Piece en Fuji Television
- 24 de octubre: En Argentina, Fernando de la Rúa es elegido presidente.
- 27 de octubre: La Asamblea Nacional de Armenia es asaltada por varios hombres armados, asesinando a ocho personas entre las que se encuentran el Primer ministro de Armenia Vazgen Sargsyan y al presidente de la Asamblea Karen Demirchyan.
- 29 de octubre: En Colombia el lustrabotas Luis Eduardo Díaz Chaparro se convierte en el concejal de la ciudad de Bogotá DC causando un revuelo en la política colombiana.[cita requerida]
- 31 de octubre: 
  - En Uruguay se celebran las elecciones presidenciales donde finalmente el resultado se definió en segunda vuelta.
  - Sin emitir ningún aviso de auxilio un Boeing 767 de la aerolínea EgyptAir se estrella en el mar una hora después de despegar del Aeropuerto Internacional John F. Kennedy de Nueva York (Estados Unidos).
  - En el autódromo Auto Club Speedway (California, Estados Unidos) fallece en accidente el piloto canadiense Greg Moore.

### Noviembre
- 7 de noviembre: en las Elecciones generales de Guatemala de 1999.  Ninguno de los candidatos ganó una mayoría absoluta en la primera vuelta de las elecciones presidenciales.Por lo tanto se realiza un Balotaje el 26 de diciembre.
- 9 de noviembre: en España, Aznar destituye a los altos cargos que se beneficiaron de contratos del AVE, entre ellos, familiares del presidente de Renfe.
  - en la reunión de la Internacional Socialista se puede observar que hay divisiones entre la Tercera Vía de Blair y la izquierda humanista de Jospin.
  - en la Unión Europea se limita a un máximo de dos meses el periodo de convivencia del euro con las monedas nacionales.
  - nacen trillizos gestados en una placenta, pero en tres bolsas de líquido amniótico diferentes.
  - en España, Ignacio Silva y Juan Palacios (exvicepresidentes del club de fútbol Real Madrid) negocian la compra del Logroñés para crear otro equipo en la capital madrileña.
  - muy cerca de Uruapan (México) ocurre un accidente aéreo en un vuelo de TAESA. Mueren 18 personas.
- 11 de noviembre: en el circuito de Laguna Seca (California, Estados Unidos), fallece en accidente el piloto uruguayo Gonzalo Rodríguez.
- 12 de noviembre: en la ciudad turca de Düzce, un terremoto de 7,2 deja 845 muertos.
- 14 de noviembre: en Macedonia, Boris Trajkovski es elegido presidente.
- 15 de noviembre: se inaugura la página web de mascotas virtuales Neopets; sus primeros usuarios no superan los 150. Nacimiento la artista Liliana en España.
- 19 de noviembre: se publica el primer capítulo del manga japonés Naruto.
- 27 de noviembre: En Vanuatu, un terremoto de 7,4 y un tsunami dejan un saldo de 5 muertos y 100 heridos.
- 27 de noviembre: el escritor y conductor Héctor Aguilar Camín en el programa televisivo Zona Abierta entrevista al presidente mexicano Ernesto Zedillo Ponce de León.
- 28 de noviembre: en Uruguay es elegido presidente luego de la segunda vuelta Jorge Batlle.

### Diciembre
- 2 de diciembre: La Unesco declara a San Cristóbal de La Laguna (en las islas Canarias) Patrimonio Cultural de la Humanidad.
- 3-4 de diciembre: El tercer Teletón se recaudó los 158 millones de pesos en México.
- 10 de diciembre: En Buenos Aires, Fernando de la Rúa asume la presidencia.
- 12 de diciembre:
  - Se hunde frente a las costas francesas el petrolero Erika, formando días después una marea negra.
  - En la isla filipina de Luzón, se registra un terremoto de 7,3.
- 15 de diciembre: 
  - En la zona costera central de Venezuela, durante la madrugada, fuertes lluvias ocasionan deslaves. Es el peor desastre natural ocurrido en la historia del país, dejó 30 000 muertos y más de 100 000 damnificados. El evento es llamado La Tragedia de Vargas. Ese mismo día es aprobada mediante referéndum popular una nueva Constitución para la República Bolivariana de Venezuela (fundación de la V República).
  - Rogelio Montemayor es designado director de PEMEX.
  - En la Ciudad de México se inaugura la Línea B del Metro, desde Buenavista a Villa de Aragón. Siendo la obra para una nueva línea del metro más larga en ser inaugurada (5 años en obras).
- 19 de diciembre: Pachuca obtuvo su primer título de liga en el Invierno 1999 ante Cruz Azul.
- 20 de diciembre: Portugal transfiere Macao a la República Popular China.
- 21 de diciembre: En Indonesia, un terremoto de 6,5 deja 5 muertos y 220 heridos.
- 22 de diciembre: 
  - América de Cali se corona campeón de la Copa Merconorte, siendo el "último triunfador del milenio".
  - Un terremoto de 5,6 deja 25 muertos en Argelia.
- 24 de diciembre: 
  - En la Ciudad del Vaticano, el papa Juan Pablo II abre la «Puerta Santa», dando inicio al jubileo del año 2000.
  - Fallece el expresidente brasileño João Baptista Figueiredo.
  - Es secuestrado el vuelo 814 de Indian Airlines con 190 personas y redirigido a Afganistán hasta el 31 de diciembre cuando se produce la liberación.
  - Se estrena la serie animada Happy Tree Friends.
- 26 de diciembre: Alfonso Portillo del Frente Republicano Guatemalteco es declarado presidente de Guatemala con una amplia victoria, venciendo al candidato del Partido de Avanzada Nacional Óscar Berger.
- 31 de diciembre:
  - En Chechenia comienza la segunda guerra chechena.
  - En Panamá, Estados Unidos devuelve el control del Canal de Panamá a este país.
  - El cambio de unidad de millar en la fecha convoca una de las celebraciones más grandes de la historia.
  - Con motivo de la llegada del año 2000 se realizó una superproducción para supuestamente despedir II milenio y Siglo XX  y dar bienvenida al III milenio y Siglo XXI titulada "El Día del Milenio" el cual cuya celebración tuvo la participación de 70 países el cual la gran mayoría de las cadenas de televisión transmitieron imágenes locales. Se contabilizó un total de 1.900.000.000 de televidentes alrededor del mundo.
  - Al finalizar el día supuestamente sucedería el efecto 2000, lo que provoca preocupación en los usuarios de computadores.
  - En Rusia, Boris Yeltsin renuncia a la presidencia, dejándola en manos de su sucesor, el entonces primer ministro, Vladímir Putin.

## Arte y literatura
- 6 de enero: Gustavo Martín Garzo obtiene el Premio Nadal por su novela Las historias de Marta y Fernando.
- Miguel Argaya publica Laberinto de derrotas y derivas.
- Dejan Stojanović: Sunce sebe gleda (El sol se mira a sí mismo),[3] Književna reč, Belgrado

Razgovori (Conversaciones), Književna reč, Belgrado

## Ciencia y tecnología

### Informática
- 3 de marzo: se lanza la primera versión de GNOME, una alternativa al escritorio KDE.
- 14 de abril: Microsoft lanza Windows 98 SE (segunda edición) después de los graves fallos de compatibilidad de la primera edición.

### Astronáutica
- 3 de enero: Estados Unidos lanza la Mars Polar Lander, pero perderá contacto con ella poco antes de que aterrice en Marte.
- 15 de abril: Estados Unidos lanza el satélite de observación terrestre Landsat 7.

## Videojuegos

### Acontecimientos
- 21 de enero: Nintendo y HAL Laboratory sacan a la venta Super Smash Bros para la Nintendo 64, con 12 personajes de sus respectivas series de Nintendo, siendo el quinto videojuego más vendido de la consola.
- 28 de enero: SNK lanza en Japón el videojuego para Arcade Fatal Fury Wild Ambition que posteriormente sería lanzado para la consola PlayStation.
- 29 de enero: Konami crea Dance Dance Revolution 2nd mix, su segundo arcade de Dance Dance Revolution, y poco después, su tercera arcade Dance Dance Revolution 3rdMIX.
- 8 de febrero: Nintendo y Hudson Soft saca a la venta el título de minijuegos Mario Party para la Nintendo 64 en América.
- 11 de febrero: Squaresoft saca a la venta en todo el mundo, primero en Japón y más tarde en Norteamérica y Europa, Final Fantasy VIII para PlayStation.
- 1 de marzo: en Japón, Sony PlayStation 2 es oficialmente anunciada.
- 4 de marzo: KID lanza el videojuego Pepsiman para la consola PlayStation exclusivamente en Japón.
- 30 de abril: Nintendo y HAL Laboratory sale a la venta Pokémon Stadium 2 (Pokémon Stadium en el occidente) para la Nintendo 64.
- mayo: se confirma el desarrollo de la nueva consola de Nintendo con el nombre clave Project Dolphin (conocidamente como la GameCube).
- 12 de mayo: Capcom lanza el videojuego Street Fighter III: 3rd Strike para el Sistema Arcade CPS III Hardware.
- 29 de mayo: Titus Software saca a la venta el videojuego Superman 64 para Nintendo 64. además de ser considerado uno de los peores juegos de la historia.
- 8 de junio: Nintendo y Rare saca a la venta el videojuego Conker's Pocket Tales para  Game Boy Color.
- 30 de junio: Argonaut Software saca a la venta el juego Croc 2 para PlayStation.
- 22 de julio: sale el juego para Arcade de Neo Geo The King of Fighters '99 de SNK.
- 9 de septiembre, Sega saca a la venta en Norteamérica su última consola, Sega Dreamcast junto con el primer juego 3D de Sonic The Hedgehog llamado Sonic Adventure y en noviembre para el territorio europeo.
- 9 de septiembre: Midway Games y Eurocom: lanzan el videojuego llamado Mortal Kombat Gold para la consola Sega Dreamcast además de ser una versión actualizada de Mortal Kombat 4.
- 23 de septiembre: Capcom saca a la venta la tercera entrega de Resident Evil, titulada Resident Evil 3: Nemesis.
- 30 de septiembre: Rockstar Games y DMA Design saca a la venta Grand Theft Auto 2 para PlayStation, PC, y más tarde para Game Boy Color y Sega Dreamcast en el 2000.
- 30 de septiembre: sale a la venta Crash Team Racing, el juego de conducción para la PlayStation, siendo el último título desarrollado por Naughty Dog para la serie Crash Bandicoot.
- 15 de octubre: Namco saca a la venta el videojuego Pac-Man World para PlayStation.
- 31 de octubre: Sony Computer Entertainment e Insomniac Games sale a la venta Spyro 2: Ripto's Rage para la PlayStation, secuela de la exitosa franquicia Spyro The Dragon.
- Nintendo cesa oficialmente en América y Europa la fabricación de su consola SNES, mayormente conocida por el videojuego de Super Mario World. en Japón sería descontinuada hasta el año 2003.
- 11 de noviembre: SNK lanza el videojuego Garou: Mark of the Wolves para el Sistema Arcade Neo Geo además de ser la última entrega de la franquicia Fatal Fury.
- 15 de noviembre: Adam Powell crea Neopets.
- 17 de noviembre: Traveller's Tales y Activision lanzan el popular videojuego de Disney Pixar Toy Story 2: Buzz Lightyear to the Rescue! para Nintendo 64, PlayStation, Game Boy Color y Dreamcast.
- 18 de noviembre: Squaresoft saca a la venta Chrono Cross para PlayStation.
- 21 de noviembre: Nintendo y Game Freak sacan a la venta en Japón Pokémon Oro y Plata para la Game Boy Color que introducen 100 nuevos Pokémon de la región Johto.
- 22 de noviembre: Eidos saca a la venta la cuarta parte de Tomb Raider, titulada Tomb Raider The Last Revelation.
- 11 de diciembre: Sony Computer Entertainment junto con Polyphony Digital saca a la venta el videojuego Gran Turismo 2 para la consola PlayStation.
- Rockstar Games saca a la venta además las expansiones de Grand Theft Auto 1, GTA London 1969 y London 1961 para PlayStation y PC.
- Nintendo confirma la lamentable cancelación de Super Mario 64 2 debido a las bajas ventas del 64DD.
- Valve anuncia la secuela Team Fortress 2, debido a problemas en el desarrollo, el juego fue retrasado hasta 2007.

### Compañías fundadas
- Bohemia Interactive
- Febrero: Liquid Entertainment

### Adquisiciones
- Activision adquiere a Elsinore Multimedia y Expert Software.
- Infogrames adquiere a Accolade, GT Interactive Software (Driver), Ozisoft y Gremlin Interactive.
- Take-Two Interactive adquiere a TalonSoft.
- ZeniMax Media adquiere a Bethesda Softworks, editora del exitoso videojuego The Elder Scrolls.

### Premios
- BAFTA: The Legend of Zelda: Ocarina of Time
- Academy of Interactive Arts & Sciences: The Legend of Zelda: Ocarina of Time
- Game Critic Awards: Freelancer

## Deporte

### Atletismo
- Campeonato del Mundo de Atletismo: se celebra la séptima edición en Sevilla (España).
- Campeonato del Mundo de Atletismo en Pista Cubierta celebrado en Maebashi.
  - Yago Lamela consigue una medalla de plata y el récord europeo de salto de longitud en pista cubierta.´´3

### Automovilismo
- 8 de marzo: Pedro Martínez de la Rosa y Marc Gené debutan en Fórmula 1.
- 11 de septiembre: muere Gonzalo Rodríguez en accidente en clasificación de CART en Laguna Seca.
- 31 de octubre: muere Greg Moore en accidente durante la última carrera de CART en Auto Club Speedway.
- 31 de octubre: Mika Häkkinen gana su segundo Campeonato Mundial de Fórmula 1 en el Suzuka. Ferrari gana el campeonato de constructores.
- Tommi Mäkinen se consagra campeón del mundial de WRC.
- Dale Jarrett se consagra campeón del NASCAR.
- Juan Pablo Montoya se consagra campeón del CART.
- Kenny Bräck gana las 500 millas de Indianápolis.
- Juan María Traverso gana su sexto y último campeonato de Turismo Carretera.
- Juan Manuel Silva se consagra campeón del TC2000.

### Baloncesto
- Liga ACB: el Barcelona se proclama campeón.
- El Barcelona, campeón de la Copa Korac.

### Ciclismo
- Tour de Francia: Lance Armstrong gana por primera vez.
- Vuelta a España: Jan Ullrich se proclama vencedor.
- Giro de Italia: Ivan Gotti, italiano, ganador.
- Campeonato del Mundo de ciclismo: Óscar Freire, ganador.

### Fútbol
- El Manchester United, campeón de la copa de Europa por 2 a 1 frente al Bayern de Múnich en Barcelona, Camp Nou. Tras remontar en los últimos 5 minutos un 0-1 adverso.
- Copa de la UEFA: el Parma italiano gana la Copa de la UEFA al derrotar al Olympique de Marsella por 3-0.
- El FC Barcelona se proclama campeón de la Liga española de fútbol y el Valencia CF de la copa de S.M el Rey.
- El FC Barcelona cumple sus 100 años de historia.
- Balón de Oro: el brasileño Rivaldo, del FC Barcelona, es designado mejor futbolista del mundo del año por la revista France Football.
- El FC Barcelona se proclama campeón de la Copa de Europa de Balonmano.
- En la Primera división argentina, Boca Juniors logra el récord histórico en el fútbol profesional de ese país al permanecer invicto 40 partidos.
- De la mano de Carlos Bianchi como entrenador, Boca Juniors se consagra campeón del Torneo Clausura. En tanto, River Plate, con Ramón Díaz de DT, se queda con el Apertura.
- En el Torneo Verano 1999 de México, el Toluca derrota 10-9 al Atlas en el global final luego de empatar 5-5 en el tiempo reglamentario y ganar 5-4 en la muerte súbita de penales, siendo la mejor final de todos los tiempos del fútbol mexicano y renombrada "la final del Siglo XX".
- El Pachuca, se corona campeón del fútbol mexicano, por primera vez en su historia, en el Torneo Invierno 1999 tras derrotar al Cruz Azul.
- El Club de Fútbol Monterrey desciende a Primera A al Club Puebla el 9 de mayo, también conocido como "La Batalla del 9 de Mayo".
- Campeonato Chileno: Universidad de Chile.
- Fútbol Profesional Colombiano: Atlético Nacional gana su séptimo campeonato local.
- El Club Universitario de Deportes, se proclama bicampeón de la Liga Peruana de Fútbol en el estadio de su eterno rival.
- El Club Blooming, se proclama campeón de la Liga de Fútbol Profesional Boliviano.
- El Club Atlético Peñarol se proclama Campeón Uruguayo tras derrotar 2-1 al tradicional rival en la final.
- El Club Atlético Talleres de Córdoba (Argentina) se proclama campeón de la Copa Conmebol.
- El América de Cali de Colombia se proclama campeón de la Copa Merconorte el 22 de diciembre convirtiéndose en el "último campeón del milenio en el mundo".
- 4 de agosto La selección Mexicana de Fútbol gana la Copa Confederaciones en el mítico Estadio Azteca al vencer con un marcador de 4-3 a la selección de Brasil.
- El Club Atlético Unión de Santa Fe, derrota a su clásico rival 2 a 0 con goles de Lautaro Trullet y Andrés Silvera.
- Liga de Quito se consagra campeón de la Serie A de Ecuador por 6.ª vez, a su vez consigue su segundo bicampeonato (1974-1975, 1998-1999).
- Liga Deportiva Alajuelense de Costa Rica se consagra campeón de la Primera División Costa Rica por 20.ª vez.
- Copa Libertadores de América: Palmeiras de Brasil se consagra campeón después de ganarle en serie de penales al Deportivo Cali de Colombia.
- Campeonato de Clubes de Oceanía: el South Melbourne vence 5-1 al Nadi FC y se proclama campeón de Oceanía.
- Copa América Paraguay 1999: la selección de Brasil derrotó a su similar de Uruguay por 3-0 en el estadio Defensores del Chaco de Asunción y se proclama campeón del torneo por 6.ª vez en su historia.

### Lucha Libre
- 29 de marzo: WrestleMania XV.

### Montañismo
- 5 de mayo Elsa Ávila asciende al monte Everest, siendo la primera mujer mexicana y latinoamericana en lograr la hazaña.

### Rodeo chileno
- Campeonato Nacional de Rodeo: Mario Valencia y Cristián Ramírez (Valparaíso), campeones de Chile.

### Rugby
- Campeonato central de rugby chileno: Universidad Católica campeón.

### Tenis
- Wimbledon: Hombres: Pete Sampras a Andre Agassi. Mujeres: Lindsay Davenport a Steffi Graf.
- Roland Garros: Hombres: Andre Agassi a Andrei Medvédev. Mujeres: Steffi Graf a Martina Hingis.
- US Open: Hombres: Andre Agassi a Todd Martin. Mujeres: Serena Williams a Martina Hingis.
- Abierto de Australia: Hombres: Yevgeni Káfelnikov a Thomas Enqvist. Mujeres: Martina Hingis a Amélie Mauresmo.

## Cine
Con gran expectativa se estrena la primera precuela de la saga de Star Wars considerada una de las franquicias más exitosas de todos los tiempos.

### Estrenos
- 19 de mayo: Star Wars: Episodio I - La amenaza fantasma de George Lucas (estreno mundial).
- 31 de mayo: The Matrix de las hermanas Wachowski.
- 18 de junio: Tarzán de Chris Buck y Kevin Lima.
- 30 de junio: South Park: Más grande, más largo y sin cortes de Trey Parker.
- 16 de julio: Eyes Wide Shut de Stanley Kubrick (última película dirigida por él).
- 23 de julio: Nang Nak de Nonzee Nimibutr.
- 2 de septiembre: Cómo ser John Malkovich de Charlie Kaufman.
- 4 de septiembre: Sweet and lowdown de Woody Allen.
- 15 de octubre: Fight Club de David Fincher.
- 2 de noviembre:The Bone Collector de Phillip Noyce
- 19 de noviembre: The World Is Not Enough de Michael Apted.
- 24 de noviembre: Toy Story 2 de John Lasseter.
- 8 de diciembre: Inocencia interrumpida de James Mangold.
- 15 de diciembre:  Himalaya de Eric Valli.
- 17 de diciembre: Fantasía 2000 de Roy E. Disney (preestreno).
- 17 de diciembre: Stuart Little de Rob Minkoff.
- Batman Unchained (cancelada) de Joel Schumacher

Todas las fechas pertenecen a los estrenos oficiales de sus países de origen, salvo que se indique lo contrario.

### Otros acontecimientos
- American Beauty de Sam Mendes se lleva el Óscar a la mejor película de ese año. Kevin Spacey gana otro Óscar por su actuación.

## Música

### Festivales
- El 29 de mayo se celebra la XLIV edición del Festival de la Canción de Eurovisión en Jerusalén  Israel.

Ganadora: La cantante Charlotte Nilsson con la canción «Take Me To Your Heaven» representando a Suecia .

### Acontecimientos musicales
- Britney Spears y Christina Aguilera lanzan sus primeros álbumes, titulados ...Baby One More Time y Christina Aguilera, marcando una nueva historia para la música pop.
- En California (Estados Unidos),se forma la banda de metal alternativo Avenged Sevenfold.
- En Florida (Estados Unidos), muere el baterista de Megadeth, Gar Samuelson.
- En Nueva York (Estados Unidos), muere el vocalista de The Band, Rick Danko.

### Éxitos musicales
- ABBA: ABBA Oro
- Ace of Base: Singles of the yo90’s
- Alejandro Fernández: Mi verdad
- Alejandra Guzmán: Algo natural
- Alice in Chains: Nothing Safe: Best of the Box
- Ana Torroja: Pasajes de un sueño
- Andrés Cepeda: Sé morir.
- Antique: Opa Opa
- Anton Maiden: Anton Gustafsson Tolkar Iron Maiden
- Aventura: Generation Next (9 de noviembre)
- Axel: La clave para conquistarte (26 de marzo)
- Ayumi Hamasaki: A Song for XX (1 de enero)
- Babasónicos: Miami.
- Backstreet Boys: Millenium.
- Banda Machos: Rancheras de oro
- Berri Txarrak: Ikasten.
- Blink 182: Enema of the State.
- Blondie: No Exit.
- Binomio de Oro de América: Más cerca de ti.
- Blur: 13.
- Bobby Pulido: El cazador
- Britney Spears: ...Baby One More Time (12 de enero).
- Brujería: Spanglish 101
- Bryan Adams: The Best of Me
- B'z: Brotherhood (14 de julio).
- Café Tacvba: Reves/Yo Soy.
- Café Chorale - Cosecha latina
- Cristian Castro: Mi vida sin tu amor.
- Christian Meier: Primero en mojarme
- Christina Aguilera: Christina Aguilera (24 de agosto).
- Children Of Bodom: Hatebreeder (16 de abril).
- Collective Soul: Dosage.
- Creed: Human Clay (28 de septiembre).
- David Bowie: Hours.
- Dido: No Angel.
- Diomedes Díaz: Experiencias vividas
- Diskoteka Avariya: Песня Про Тебя и Меня
- DLG: Volveré
- Dover: Late at Night.
- Dream Theater: Metropolis, Pt. 2: Scenes from a Memory.
- Edith Márquez: Caricias del cielo
- Eiffel 65: Europop.
- Electronic: Twisted Tenderness.
- Enigma: The Screen Behind the Mirror.
- Eminem: Slim Shady LP
- Emmanuel: Sentirme vivo
- Enrique Bunbury: Pequeño.
- Enrique Iglesias: Enrique.
- Estopa: Estopa.
- Eva Ayllón: Juntos llevamos la paz
- Evanescence: Sound Asleep EP
- Fito Páez: Abre.
- Flans: Hadas
- Foo Fighters: There is Nothing Left to Lose.
- Fountains of Wayne: Utopia Parkway
- Franco de Vita: Nada es igual.
- Gal Costa: Canta Tom Jobim ao vivo
- Glass Tiger: Back To Back.
- Gloria Trevi: No soy monedita de oro.
- Guns N' Roses: Live Era: '87-'93.
- Gustavo Cerati: Bocanada.
- Hevia: El Garrotín
- Hikaru Utada: First Love.
- HIM: Razorblade Romance.
- Incubus: Make Yourself.
- Irán Castillo: Tatuada en tus besos
- Iron Maiden: Ed Hunter
- Iván Villazón: El mundo al revés
- Jaci Velázquez: Llegar a ti.
- Jaguares: Bajo el azul de tu misterio (7 de septiembre).
- Jamiroquai: Synkronized.
- Jennifer Lopez: On the 6.
- Jessica Simpson: Sweet Kisses.
- Jesús Manuel Estrada: Fantástico
- Joaquín Sabina: 19 días y 500 noches.
- Joe Vasconcellos: Vivo.
- Juan Gabriel: Todo está bien.
- KoЯn: Issues.
- Karina: Karina
- Lacrimosa: Elodia
- La Charanga Habanera: El Charanguero Mayor
- Laïs: De ballade van Boon
- Leonardo de Lozanne: Series de Ficción
- La Mala Rodríguez: A jierro / Toma la traca
- La Mosca Tsé-Tsé: Vísperas de Carnaval
- Liquid Tension Experiment: Liquid Tension Experiment 2.
- Limp Bizkit: Significant Other.
- Litzy: + Transparente
- Lou Bega: A Little Bit of Mambo
- Lordi: Bend Over And Pray The Lord.
- Los Diablitos: Más vallenato
- Los Gigantes del Vallenato: Siempre gigantes
- Los Inquietos del Vallenato: Presente y futuro
- Los Jaivas: Mamalluca.
- Los Piratas: Fin (de la primera parte)
- Los Piojos: Ritual (álbum en vivo)
- Los Tigres del Norte: Herencia de familia
- Los Tres: La sangre en el cuerpo.
- Lucía Méndez: Dulce romance
- Luis Enrique: Timbalaye
- Luis Mateus: Con encanto juvenil
- Luis Miguel: Amarte es un placer.
- Lynda: Mi día de la independencia.
- Madness: Wonderful
- Marcela Morelo: Eclipse.
- Malice Mizer: Saikai no chi to bara (3 de noviembre).
- Mandy Moore: So Real.
- Mar de Copas: Suna.
- Marco Antonio Solís: Trozos de mi alma.
- María Elena Walsh: Inolvidable
- Mariah Carey: Rainbow.
- Marilyn Manson: The Last Tour on Earth.
- Megadeth: Risk
- Metalium: Millennium Metal
- Metallica: S&M.
- Mercyful Fate: 9.
- Michael Bolton: Only a Woman like you
- Miguel Bosé: Lo mejor de Bosé
- Mike Oldfield: Guitars.
- Moby: Play.
- Mœnia: Adición
- Molotov: Apocalypshit.
- Monchy & Alexandra: Hoja en Blanco
- Muse: Showbiz.
- Mylène Farmer: Innamoramento.
- Nacho Cano: Amor humor
- Nicky Jam: Los Éxitos De Nicky Jam
- Nine Inch Nails: The Fragile.
- Niurka: Alcatraz es dulce
- Noelia: Noelia.
- Ojos de Brujo: Vengue
- Oomph!: Plastik.
- Opeth: Still Life.
- Otpetye Moshenniki: Фигня
- P.O.D.: The Fundamental Elements of Southtown.
- Pedro Guerra: Raíz
- Pedro Suárez-Vértiz: Degeneración actual.
- Pet Shop Boys: Nightlife.
- Porcupine Tree: Stupid Dream.
- Rammstein: Live aus Berlin
- Red Hot Chili Peppers: Californication.
- Ricardo Arjona: 17 grandes éxitos
- Ricky Martin: Ricky Martin.
- Ringo Starr: I wanna be Santa Claus
- Roberto Carlos: Mensagens
- Roberto Carlos: Grandes sucessos
- Roberto Carlos: 30 grandes canciones (compilación)
- Rocío Dúrcal: Para toda la vida
- Rosario: Jugar a la locura
- Rosendo: Siempre hay una historia (en directo)*
- Roxette: Have a Nice Day
- Rush: Different strings (live Album)
- Santana: Supernatural.
- S Club 7: S Club
- Servando y Florentino: Muchacho solitario
- Sigur Rós: Ágætis byrjun.
- Simply Red: Love and the Russian Winter.
- Silverchair: Neon Ballroom.
- Slipknot: Slipknot.
- Smash Mouth: Astro Lounge.
- Soledad: Yo sí quiero a mi país.
- Son by Four: Son by Four.
- Sonata Arctica: Ecliptica.
- Static-X: Wisconsin Death Trip.
- Steve Vai: The Ultra Zone.
- Sting: Brand New Day.
- Sugar Ray: 14:59.
- Supergrass: Supergrass.
- t.A.T.u.: Ya Soshla S Uma
- Tarkan: Tarkan.
- Testament: The Gathering.
- That '70s Show: That '70s Album (Rockin')
- The Corrs: Unplugged
- The Cranberries: Bury the Hatchet.
- The Misfits: Famous Monsters.
- Thursday: Waiting
- Tierra Santa: Legendario
- Timbiriche: El concierto
- Toto: Mindfields.
- Train:  The Gathering
- Travis: The Man Who.
- Violadores del Verso: Genios
- Walls of Jericho: Bound Feed the Gagged
- Will Smith: Willenium.
- Zurdok: Hombre sintetizador.
- ZZ Top: XXX

## Premio Nobel
- Física: Gerardus't Hooft y Martinus J.G. Veltman
- Química: Ahmed H. Zewail
- Medicina: Günter Blobel
- Paz: Médicos sin Fronteras
- Literatura: Günter Grass
- Economía: Robert Mundell

## Premios Príncipe de Asturias
- Artes: Santiago Calatrava Valls
- Ciencias Sociales: Raymond Carr
- Comunicación y Humanidades: Instituto Caro y Cuervo
- Concordia: Cáritas Española
- Cooperación Internacional: Pedro Duque, John Glenn, Chiaki Mukai y Valery Polyakov
- Deportes: Steffi Graf
- Investigación Científica y Técnica: Ricardo Miledi y Enrique Moreno González
- Letras: Günter Grass

## Premio Cervantes
- Jorge Edwards